# Chiesa di San Paolo (Bobbio)
La chiesa di San Paolo è una chiesa parrocchiale del vicariato di Bobbio, Alta Val Trebbia, Aveto e Oltre Penice della diocesi di Piacenza-Bobbio, situata nella frazione di Mezzano Scotti di Bobbio in provincia di Piacenza.

## Storia
Il Monastero di San Paolo è citato per la prima volta in un documento dell'891.
Il Monastero di Mezzano, fortificato dopo il mille, ed il territorio passano nel 1141 sotto le dipendenze del comune di Piacenza. Annesso al monastero il Castello, i documenti attestano la presenza di un ampio fossato pieno d'acqua e di una torre. Nel XIII secolo il monastero è già in decadenza. Dopo che gli Scotti si impadroniranno del territorio di Mezzano e del monastero, nel 1460 i pochi monaci dovranno ritirarsi nella frazione vicina di Cadonica, dove fonderanno la nuova sede monastica, oggi visibile nella Torre fortificata e nel vicino oratorio. Dopo il trasferimento si ha la completa decadenza e dell'antico monastero oggi ne restano solo i ruderi. Il Castello restaurato nel 1506 passa ai Canonici Lateranensi della Chiesa di Santa Maria della Passione di Milano. Nel 1551 il fortilizio è ceduto al conte Antonio Caracciolo, successivamente fu riadattato a residenza signorile, verso la metà dell'Ottocento passa assieme alle proprietà di Cadonica e la Torre, ai Follini, una delle più antiche e importanti famiglie del luogo. Nel 1924 avvenne il crollo del castello durante i lavori di ammodernamento, ciò che rimane del fortilizio è inglobato nel complesso di fabbricati ancora di proprietà dei Follini.
La frazione sarà poi inglobata nel territorio del comune di Travo, fino al 1927 quando si ebbe il passaggio nel comune di Bobbio.
L'attuale chiesa sorse nel XVI secolo come nuova fondazione della chiesa piacentina, dipendendo direttamente dalla Diocesi di Piacenza. L'edificio più volte rimaneggiato nel XVIII e nel XIX secolo, subì la modifica di orientamento della facciata.
Nel 1989, dopo l'unione della Diocesi di Piacenza con quella di Bobbio, si ha il passaggio nel vicariato bobbiese.
La festa annuale è il 25 gennaio, nella solennità della Conversione di San Paolo.